# Nikolaus Hetfleisch
Nikolaus Hetfleisch (* 11. Juli 1919 in Güssing; † 12. August 1979 in Eisenstadt) war ein österreichischer Politiker (ÖVP) und Notar. Hetfleisch war von 1953 bis 1960 Abgeordneter zum Burgenländischen Landtag. Er war verheiratet und wurde nach seinem Tod in Eisenberg an der Pinka begraben. 
Hetfleisch wurde als Sohn des Oberamtmanns Franz Hetfleisch aus Güssing geboren und besuchte zunächst die Volksschule in Güssing. Danach wechselte er an das Bundesrealgymnasium Oberschützen und legte dort 1937 die Matura ab. Er absolvierte in der Folge 1397 seinen Militärdienst als Einjährig-Freiwilliger und wurde 1938 von der deutschen Wehrmacht übernommen. Zwischen 1939 und 1945 diente Hetfleisch im Militärdienst und geriet in britische Kriegsgefangenschaft.
Nach dem Zweiten Weltkrieg studierte Hetfleisch Rechtswissenschaften an der Karl-Franzens-Universität Graz und promovierte 1948 zum Dr. jur. Er war in der Folge in Notariatskanzleien in Güssing und Oberwart beschäftigt und eröffnete 1960 seine eigene Notariatskanzlei in Jennersdorf. 1971 wechselte er als Notar nach Neusiedl am See.
Hetfleisch war zwischen dem 11. Juni 1953 und dem 5. Mai 1960 Abgeordneter des Burgenländischen Landtags. Er gehörte dem Landtag während der VII. und VIII. Gesetzgebungsperiode an.